# (500558) 2012 UE51
(500558) 2012 UE51 es un asteroide perteneciente al cinturón de asteroides, descubierto el 9 de mayo de 2010 por el equipo del Mount Lemmon Survey desde el Observatorio del Monte Lemmon, Arizona, Estados Unidos.

## Designación y nombre
Designado provisionalmente como 2012 UE51.

## Características orbitales
2012 UE51 está situado a una distancia media del Sol de 3,123 ua, pudiendo alejarse hasta 3,397 ua y acercarse hasta 2,849 ua. Su excentricidad es 0,087 y la inclinación orbital 10,37 grados. Emplea 2016,38 días en completar una órbita alrededor del Sol.

## Características físicas
La magnitud absoluta de 2012 UE51 es 16,1. 